# Luisa Benedetta di Borbone-Condé
Luisa Benedetta di Borbone (Anna Luisa Benedetta; Parigi, 8 novembre 1676 – Parigi, 23 gennaio 1753) era la figlia di Enrico Giulio di Borbone, Principe di Condé e di Anna Enrichetta di Baviera. In quanto membro del regnante casato di Borbone, ella era una princesse du sang. Obbligata a sposare il Duca di Maine, figlio legittimato di Luigi XIV e Madame de Montespan, si crogiolò nella politica, nelle arti e tenne un popolare salotto all'Hôtel du Maine nonché nel castello di Sceaux.

## Infanzia e gioventù

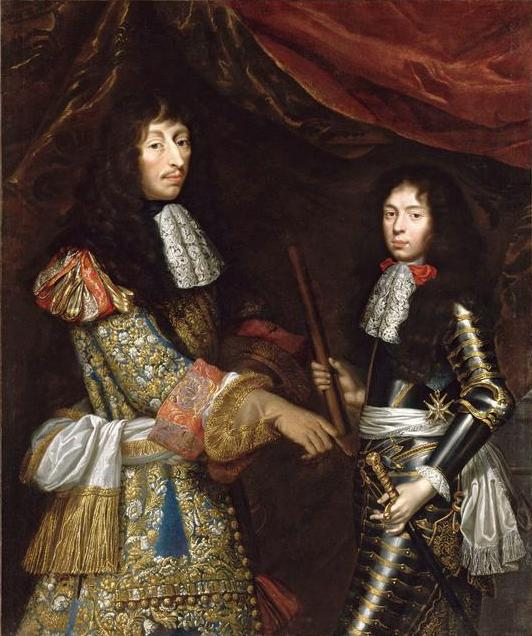
Da sinistra a destra, il nonno ed il padre di Anna Luisa Benedetta

Ottava figlia del Principe di Condé e della moglie, Anna Enrichetta del Palatinato, Luisa Benedetta nacque l'8 novembre 1676 all'Hôtel de Condé, a Parigi. Essa venne cresciuta nelle varie residenze dei Condé, come ad esempio il castello di Chantilly e l'Hôtel de Condé. Alla nascita le venne dato il titolo onorifico di Mademoiselle d'Enghien; quando Luisa Benedetta aveva nove anni, il padre ottenne il titolo di Conte di Charolais e le relative terre, cosicché Anna venne conosciuta come Mademoiselle de Charolais.
Era nota per essere molto schietta ed arguta, nonché per il suo cattivo temperamento e per dedicare moltissima attenzione al suo aspetto, tanto che la corte francese la chiamava Poupée du Sang (letteralmente, Bambola del Sangue). Benché fosse nata con un braccio atrofizzato, ella era generalmente considerata come la più attraente delle sorelle Condé, ma nonostante questo la Duchessa d'Orléans la chiamava piccolo rospo.
Poco tempo dopo il matrimonio di Anna Luisa Benedetta, Elisabetta Carlotta, duchessa d'Orléans, scrisse inoltre:
Luisa Benedetta ricevette un'educazione tipica per le ragazze nobili francesi dell'epoca e quindi le venne insegnato a leggere, scrivere, danzare, cantare e altre materie che erano considerate necessarie per una giovane aristocratica. Ella passava la maggior parte del suo tempo con la madre e le due sorelle maggiori; erano suoi fratelli e sorelle:
- Maria Teresa (1º febbraio 1666 – 22 febbraio 1732), sposò Francesco Luigi, principe di Conti, ed ebbe discendenza;
- Enrico, duca di Borbone (5 novembre 1667 – 5 luglio 1670);
- Luigi, duca d'Enghien, futuro Principe di Condé (10 novembre 1668 – 4 marzo 1710), sposò Luisa Francesca di Borbone-Francia, da cui ebbe discendenza;
- Anna (11 novembre 1670 – 27 maggio 1675);
- Enrico (1672-1675);
- Luigi Enrico (9 novembre 1673 – 1675);
- Anna Maria Vittoria (11 agosto 1675 – 23 ottobre 1700);
- Maria Anna (24 febbraio 1678 – 11 aprile 1718), sposò Luigi Giuseppe, duca di Vendôme;
- figlia femmina (1679-1680).

## Matrimonio e figli

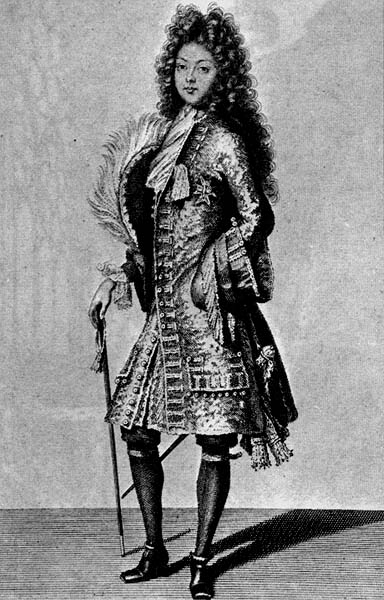
Il marito di Anna Luisa Benedetta, il Duca del Maine

Luigi XIV combinò numerosi matrimoni all'interno di famiglie principesche francesi per i suoi figli legittimati, avuti da Louise de La Vallière e da Françoise-Athénaïs di Montespan.
Nel 1692 venne deciso il matrimonio della sedicenne Luisa Benedetta con il ventiduenne Luigi Augusto, duca del Maine, il figlio maggiore di Luigi XIV e Madame de Montespan; la cerimonia nuziale ebbe luogo il 19 maggio 1692 nella cappella della reggia di Versailles.
Il matrimonio dei Duchi del Maine non fu felice, essi non si piacevano l'un l'altra. Luisa Benedetta non sopportava la debole mente del marito e la sua mancanza di ambizione; Luigi Augusto, dal suo canto, non poteva sopportare il cattivo carattere della moglie e i suoi tentativi deliberati di metterlo in imbarazzo il più possibile negli ambienti di corte. Le infedeltà di Luisa Benedetta erano d'altronde cosa nota.

### Figli
Nonostante i dissapori, la coppia ebbe sette figli, dei quali solo tre superarono l'infanzia, senza peraltro produrre degli eredi per la Casata di Borbone del Maine:
- Mademoiselle de Dombes (11 settembre 1694 – 26 settembre 1694);
- Luigi Costantino, principe di Dombes (27 novembre 1695 – 28 settembre 1698);
- Mademoiselle d'Aumale (21 dicembre 1697 – 24 agosto 1699);
- Luigi Augusto, principe di Dombes (4 marzo 1700 – 1º ottobre 1755);
- Luigi Carlo, conte d'Eu (15 ottobre 1701 – 13 luglio 1775);
- Carlo, duca d'Aumale (31 marzo 1704 – 2 settembre 1708);
- Luisa Francesca, mademoiselle du Maine (4 dicembre 1707 – 19 agosto 1743).[8]

## Castello di Sceaux
Per sfuggire alla triste corte di Madame de Maintenon, moglie segreta di Luigi XIV a partire dall'ottobre 1683, l'entusiastica Duchessa del Maine creò una propria piccola corte al castello di Sceaux, dove dava brillanti intrattenimenti e si immergeva in intrighi politici.
Il castello, precedentemente residenza di Jean-Baptiste Colbert e della sua famiglia, venne acquistato nel 1700 dal marito per la somma di 900 000 livre, il quale dovette poi abbandonarlo nel periodo della propria disgrazia a corte. Luisa Benedetta, nel frattempo, aveva speso ulteriori 80 000 livre per arredarlo e decorarlo a nuovo.
Il castello venne ricostruito e ridisegnato per lei e lei vi prese residenza a partire dal dicembre 1700. Fu qui che essa ebbe il più famoso tra i suoi soprannomi, quello di La Reine des Abeilles o Regina delle Api; nel 1703 essa aveva costituito un proprio piccolo ordine, chiamato Ordine dell'Ape da Miele, la cui onorificenza venne assegnata a trentanove persone, per il semplice divertimento di Luisa Benedetta. L'uniforme era costituita da una tunica ricamata con filo d'argento, da una parrucca a forma di alveare e da una medaglia con inciso il profilo di Luisa Benedetta e le lettere: L. BAR. D. SC. D.P.D.L.O.D.L.M.A.M., che significavano:
Membri della sua corte furono il giovane Voltaire, il Barone di Montesquieu, il Cardinale de Bernis, il Conte di Caylus, Charles-Jean-François Hénault e Jean-Baptiste Rousseau, tra gli altri esponenti della letteratura dell'epoca.

## Ultimi anni

### Cellamare

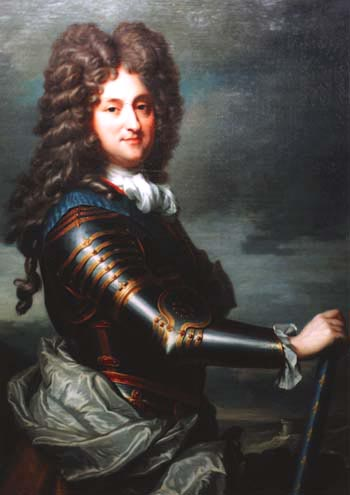
Filippo II, duca d'Orléans

Alla morte del suocero, il Re Sole, avvenuta nel 1715, la reggenza della nazione venne affidata alle mani del capo della Casa d'Orléans, piuttosto che in quelle del marito di Luisa Benedetta.
Il Parlamento di Parigi annullò il testamento di Luigi XIV e nominò Filippo II di Borbone-Orléans come reggente per il cinquenne re Luigi XV. In conseguenza di ciò, ed adirata per il ruolo giocato dal Duca d'Orléans nel ridurre lo status del marito da Principe del Sangue (rango che Luisa Benedetta aveva avuto fin dalla nascita) a semplice Pari di Francia, ella indusse il Duca del Maine ad unirsi alla Cospirazione di Cellamare, nella speranza di trasferire la reggenza a re Filippo V di Spagna, zio del giovane Re. Il complotto ricevette il nome dall'ambasciatore spagnolo in Francia, Antonio del Giudice, duca di Giovinazzo e principe di Cellamare.
Per ottenere maggiori supporti per il nuovo eventuale reggente, Luisa Benedetta iniziò anche a intrattenere una corrispondenza con Giulio Alberoni, il primo ministro spagnolo; altri cospiratori furono poi il Duca di Richelieu e Melchior de Polignac.

### Prigionia
La cospirazione venne comunque scoperta e sia il Duca che la Duchessa del Maine vennero arrestati; nel 1719 Luigi Augusto venne imprigionato nella fortezza di Doullens e Anna Luisa Benedetta a Digione. I loro due figli maschi vennero affidati alle cure della loro governante a Gien, mentre la figlia venne rispedita nel convento di Maubuisson, dove aveva iniziato la sua educazione.
Una volta liberata, Luisa Benedetta condusse una vita più tranquilla a Sceaux, sempre circondata dalla sua piccola corte. All'epoca dell'imprigionamento, ella stava tentando di combinare un matrimonio per il figlio maggiore, Luigi Augusto, principe di Dombes, erede della fortuna della Casa del Maine: la prescelta era la principessa Carlotta Aglae di Borbone-Orléans, cugina del ragazzo, e conosciuta a corte come Mademoiselle de Valois. La rivalità tra le case principesche di Francia era molto aspra e la proposta di matrimonio venne accantonata in quanto la giovane Mademoiselle de Valois rifiutò, con grande dispetto per l'orgogliosa Luisa Benedetta.

### Vedovanza
Terminata la loro prigionia nel 1720, il Duca e la Duchessa del Maine sembrarono riconciliarsi ed iniziarono a condurre uno stile di vita più compatibile, piuttosto che continuare ad essersi ostili. Nel maggio 1736 il Duca morì all'età di sessantasei anni; lo stesso anno Luisa Benedetta ottenne il castello di Montrond e, nel 1737, l'Hôtel Biron (attuale sede del Museo Rodin), a Parigi; qui morì il 23 gennaio 1753, all'età di settantasei anni, sopravvivendo così a tutti i suoi fratelli e sorelle.

## Titoli nobiliari

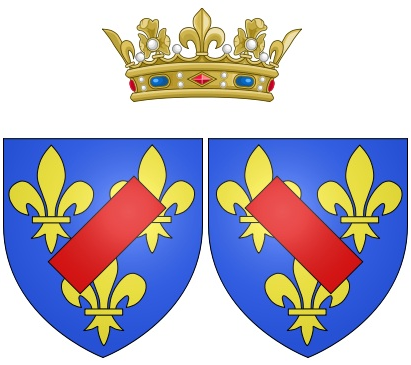
Stemma di Luisa Benedetta di Borbone

- 8 novembre 1676 – 1685: Sua Altezza Serenissima Mademoiselle d'Enghien
- 1685 – 19 maggio 1692: Sua Altezza Serenissima Mademoiselle de Charolais
- 19 maggio 1692 – 14 maggio 1736: Sua Altezza Serenissima la Duchessa del Maine
- 14 maggio 1736 – 23 gennaio 1753: Sua Altezza Serenissima la Duchessa Madre del Maine

## Antenati
|                                    |                              |                                    | Genitori                         |  |  | Nonni |  |  | Bisnonni                   |  |  | Trisnonni                 |  |
|                                    |                              |                                    |                                  |  |  |       |  |  | Enrico II di Borbone-Condé |  |  | Enrico I di Borbone-Condé |  |
|                                    |                              |                                    |                                  |  |  |       |  |  | Enrico II di Borbone-Condé |  |  | Enrico I di Borbone-Condé |  |
|                                    |                              | Charlotte de la Trémouille         |                                  |  |  |       |  |  | Enrico II di Borbone-Condé |  |  |                           |  |
| Luigi II di Borbone-Condé          |                              |                                    |                                  |  |  |       |  |  | Enrico II di Borbone-Condé |  |  |                           |  |
|                                    |                              | Carlotta Margherita di Montmorency | Enrico I di Montmorency          |  |  |       |  |  |                            |  |  |                           |  |
|                                    |                              | Carlotta Margherita di Montmorency | Enrico I di Montmorency          |  |  |       |  |  |                            |  |  |                           |  |
|                                    |                              | Carlotta Margherita di Montmorency | Louise de Budos                  |  |  |       |  |  |                            |  |  |                           |  |
| Enrico III Giulio di Borbone-Condé |                              | Carlotta Margherita di Montmorency |                                  |  |  |       |  |  |                            |  |  |                           |  |
|                                    |                              | Urbain de Maillé                   | Charles de Maillé                |  |  |       |  |  |                            |  |  |                           |  |
|                                    |                              | Urbain de Maillé                   | Charles de Maillé                |  |  |       |  |  |                            |  |  |                           |  |
|                                    |                              | Urbain de Maillé                   | Jacqueline de Thévalle           |  |  |       |  |  |                            |  |  |                           |  |
| Chiara Clemenza di Maillé          |                              | Urbain de Maillé                   |                                  |  |  |       |  |  |                            |  |  |                           |  |
|                                    |                              | Nicole du Plessis de Richelieu     | François du Plessis de Richelieu |  |  |       |  |  |                            |  |  |                           |  |
|                                    |                              | Nicole du Plessis de Richelieu     | François du Plessis de Richelieu |  |  |       |  |  |                            |  |  |                           |  |
|                                    |                              | Nicole du Plessis de Richelieu     | Suzanne de La Porte              |  |  |       |  |  |                            |  |  |                           |  |
| Anna Luisa Benedetta di Borbone    |                              | Nicole du Plessis de Richelieu     |                                  |  |  |       |  |  |                            |  |  |                           |  |
|                                    | Federico V Elettore Palatino | Federico IV Elettore Palatino      |                                  |  |  |       |  |  |                            |  |  |                           |  |
|                                    | Federico V Elettore Palatino | Federico IV Elettore Palatino      |                                  |  |  |       |  |  |                            |  |  |                           |  |
|                                    | Federico V Elettore Palatino | Luisa Giuliana di Nassau           |                                  |  |  |       |  |  |                            |  |  |                           |  |
| Edoardo del Palatinato             | Federico V Elettore Palatino |                                    |                                  |  |  |       |  |  |                            |  |  |                           |  |
|                                    |                              | Elisabetta Stuart                  | Giacomo I d'Inghilterra          |  |  |       |  |  |                            |  |  |                           |  |
|                                    |                              | Elisabetta Stuart                  | Giacomo I d'Inghilterra          |  |  |       |  |  |                            |  |  |                           |  |
|                                    |                              | Elisabetta Stuart                  | Anna di Danimarca                |  |  |       |  |  |                            |  |  |                           |  |
| Anna Enrichetta del Palatinato     |                              | Elisabetta Stuart                  |                                  |  |  |       |  |  |                            |  |  |                           |  |
|                                    |                              | Carlo di Gonzaga                   | Ludovico Gonzaga                 |  |  |       |  |  |                            |  |  |                           |  |
|                                    |                              | Carlo di Gonzaga                   | Ludovico Gonzaga                 |  |  |       |  |  |                            |  |  |                           |  |
|                                    |                              | Carlo di Gonzaga                   | Enrichetta di Nevers             |  |  |       |  |  |                            |  |  |                           |  |
| Anna Maria di Gonzaga              |                              | Carlo di Gonzaga                   |                                  |  |  |       |  |  |                            |  |  |                           |  |
|                                    |                              | Caterina di Lorena                 | Carlo di Guisa                   |  |  |       |  |  |                            |  |  |                           |  |
|                                    |                              | Caterina di Lorena                 | Carlo di Guisa                   |  |  |       |  |  |                            |  |  |                           |  |
|                                    |                              | Caterina di Lorena                 | Enrichetta di Savoia             |  |  |       |  |  |                            |  |  |                           |  |
|                                    |                              | Caterina di Lorena                 |                                  |  |  |       |  |  |                            |  |  |                           |  |